# Stensvattnet (Björna socken, Ångermanland)
Stensvattnet är en sjö i Örnsköldsviks kommun i Ångermanland och ingår i Husåns huvudavrinningsområde. Sjön har en area på 0,0865 kvadratkilometer och ligger 252 meter över havet. Sjön avvattnas av vattendraget Kallån.

## Delavrinningsområde
Stensvattnet ingår i det delavrinningsområde (705855-164670) som SMHI kallar för Ovan None. Medelhöjden är 261 meter över havet och ytan är 6,48 kvadratkilometer. Det finns inga avrinningsområden uppströms utan avrinningsområdet är högsta punkten. Kallån som avvattnar avrinningsområdet har biflödesordning 3, vilket innebär att vattnet flödar genom totalt 3 vattendrag innan det når havet efter 55 kilometer. Avrinningsområdet består mestadels av skog (91 procent). Avrinningsområdet har 0,14 kvadratkilometer vattenytor vilket ger det en sjöprocent på 2,2 procent.